# Оскар Шрьодер
Оскар Шрьодер (на немски: Oskar Schröder) е германски доктор и член на НСДАП.

## Биография
Пехотен военен лекар по време на Първата световна война. В периода до 1931 г., като медицински работник, той служи в различни военни отделения на Ваймарската република. На 1 януари 1931 г. е назначен като консултант рецензент по въпросите на военните болници и терапия.
От 1935 г. е началник на генералния щаб, генерал-майор от медицинската служба на Ерих Хипке, който оглавява Райхското министерство на авиационната медицина. На 1 януари 1944 г. Шрьодер заменя Хипке като началник на медицинската служба на Луфтвафе. В същото време той получава чин генерал-полковник от медицинската служба (Generaloberstabsarzt) – най-високият ранг в медицинския отдел. Оттогава всички медици на Луфтвафе са пряко или непряко подчинени на него. Той ръководи медицинската служба на Военновъздушните сили на Райха до 8 май 1945 г.
В процеса на лекарите Шрьодер е обвинен за разрешаване и провеждане на медицински експерименти върху затворници от концентрационните лагери. Прокуратурата счита участието на Шрьодер в провеждането на експерименти за ВВС за въздействието върху ултраниски температури на организма, експерименти с ниско и високо налягане, за да се разработи ваксина срещу епидемия от жълтеница, коремен тиф и др. На 20 август 1947 г. Шрьодер е признат за виновен и осъден на доживотен затвор.
Благодарение на искането на Комисията за помилване на САЩ, Върховният комисар за Германия намалява наказанието на Шрьодер до 15 години. От затвора Ландсберг излиза предсрочно през 1954 г. Умира в Мюнхен на 26 януари 1959 г.